# Prionodonta amethystina
Prionodonta amethystina là một loài bướm đêm trong họ Geometridae.